# Princesse Goubo
Pour les articles homonymes, voir Princesse.
Princesse Goubo, née le 15 avril 1991 à Amiens, est une joueuse de basket-ball franco-ivoirienne, évoluant au poste de meneuse.

## Biographie
Elle quitte le club d'Arras en cours de saison 2009-2010 pour des différents contractuels et rejoint le club de Perpignan.
En juillet 2013, elle part au Saint-Savine Basket en Nationale 1.

## Clubs successifs
- 2008-2009 :  Valenciennes (LFB)
- 2009-2010 :  Arras (LFB)
- 2010-2012 :  Perpignan (LF2)
- 2012-2013 :  Limoges ABC (LF2)
- 2013-2015 :  Saint-Savine (NF1)
- 2015-2017 :  Basket Club Saint-Paul Rezé (NF1)
- 2017-2019 :  Stade français (NF2)

## Equipe nationale
Elle est la meneuse de l'Équipe de Côte d'Ivoire de basket-ball féminin.

## Palmarès
- 5e place au championnat d'Europe avec l'équipe de France espoirs[4]